# Nestorio
Nestorio (griechisch Νεστόριο) ist eine Gemeinde im Westen der griechischen Region Westmakedonien an der Grenze zu Albanien und zur Region Epirus. Verwaltungssitz der Gemeinde ist die Kleinstadt Nestorio.

## Lage
Die Gemeinde Nestorio ist im Westen Westmakedoniens an der Staatsgrenze zu Albanien und zur griechischen Nachbarregion Epirus gelegen. Das Gemeindegebiet ist gebirgig und wird von den Bergmassiven des Gramos und des Voio geprägt. In dieser Gebirgsregion liegen die  Quellgebiete des Aliakmonas und des Sarandaporos. Nachbargemeinden sind im Osten Kastoria, Argos Orestiko und Voio, im Süden Grevena und im Westen die epiriotische Gemeinde Konitsa.

## Verwaltungsgliederung
Die Gemeinde wurde nach der Verwaltungsreform 2010 aus dem Zusammenschluss der ehemaligen Gemeinden Nestorio und Akrites sowie den Landgemeinde Arrenes und Gramos gebildet. Verwaltungssitz der Gemeinde ist Nestorio. Die ehemaligen Gemeinden bilden seither Gemeindebezirke. Die Gemeinde ist weiter in 12 Ortsgemeinschaften untergliedert.
| Gemeindebezirk | griechischer Name          | Code   | Fläche (km²) | Einwohner 2011 | Ortsgemeinschaften (Τοπική Κοινότητα)      | Lage |
| -------------- | -------------------------- | ------ | ------------ | -------------- | ------------------------------------------ | ---- |
| Nestorio       | Δημοτική Ενότητα Νεστορίου | 160201 | 338,666      | 1.411          | Nestorio, Kotyli, Kypseli, Ptelea          |      |
| Akrites        | Δημοτική Ενότητα Ακριτών   | 160202 | 086,409      | 0669           | Dipotamia, Komninades, Polyanemo, Chionato |      |
| Arrenes        | Δημοτική Ενότητα Αρρένων   | 160203 | 134,730      | 0548           | Eptachori, Zouzouli, Chrysi                |      |
| Gramos         | Δημοτική Ενότητα Γράμου    | 160204 | 060,362      | 0018           | Gramos                                     |      |
| Gesamt         | Gesamt                     | 1602   | 620,167      | 2646           |                                            |      |